# Arne Dornquast
Arne Dornquast (* 1964 in Hamburg) ist ein deutscher Beamter und Stadtplaner. Von 2011 bis 2021 war er Bezirksamtsleiter des Hamburger Bezirks Bergedorf.

## Leben
Dornquast studierte Stadt- und Regionalplanung an der Technischen Universität Berlin. 1989 schloss er das Studium mit der Diplomarbeit Die Hamburger Speicherstadt – Gewerbestandort mit Zukunft? ab. Anschließend begann er für die Freie und Hansestadt Hamburg in verschiedenen Behörden zu arbeiten: Bezirksamt Wandsbek, Baubehörde, Senatskanzlei sowie Behörde für Stadt-Entwicklung und Umwelt.
Ab 2004 war Dornquast am Bezirksamt Bergedorf tätig, zunächst als Leiter der Genehmigungs- und der Planungsabteilung und danach als Dezernent für Wirtschaft, Bauen und Umwelt. Zudem war er von 2007 bis 2011 Regionalbeauftragter für die Vier- und Marschlande.
Im Juli 2011 wurde Dornquast, der SPD-Mitglied ist, mit Unterstützung der SPD- und GAL-Fraktion von der Bezirksversammlung Bergedorf zum Bezirksamtsleiter gewählt und trat damit die Nachfolge von Christoph Krupp an. 2017 wurde Dornquast ein zweites Mal für sechs Jahre in das Amt gewählt, wobei er der einzige zur Wahl stehende Kandidat war. Begründet wurde Dornquasts Eignung unter anderem mit seinem Engagement in den Bereichen Flüchtlingsunterbringung, Wohnungsbau, Stadtentwicklung (insbesondere Körberhaus) und Bergedorfer Museumslandschaft. Im Mai 2021 gab Dornquast bekannt, vorzeitig aus dem Amt zu scheiden und in die Hamburger Sozialbehörde zu wechseln, wo er die Leitung des Amtes für Arbeit und Integration übernahm. Seine Nachfolgerin wurde die Juristin Cornelia Schmidt-Hoffmann.
Dornquast lebt seit 1996 in Wentorf bei Hamburg. Er ist verheiratet und hat einen Sohn.